# Epitaxialtransistor

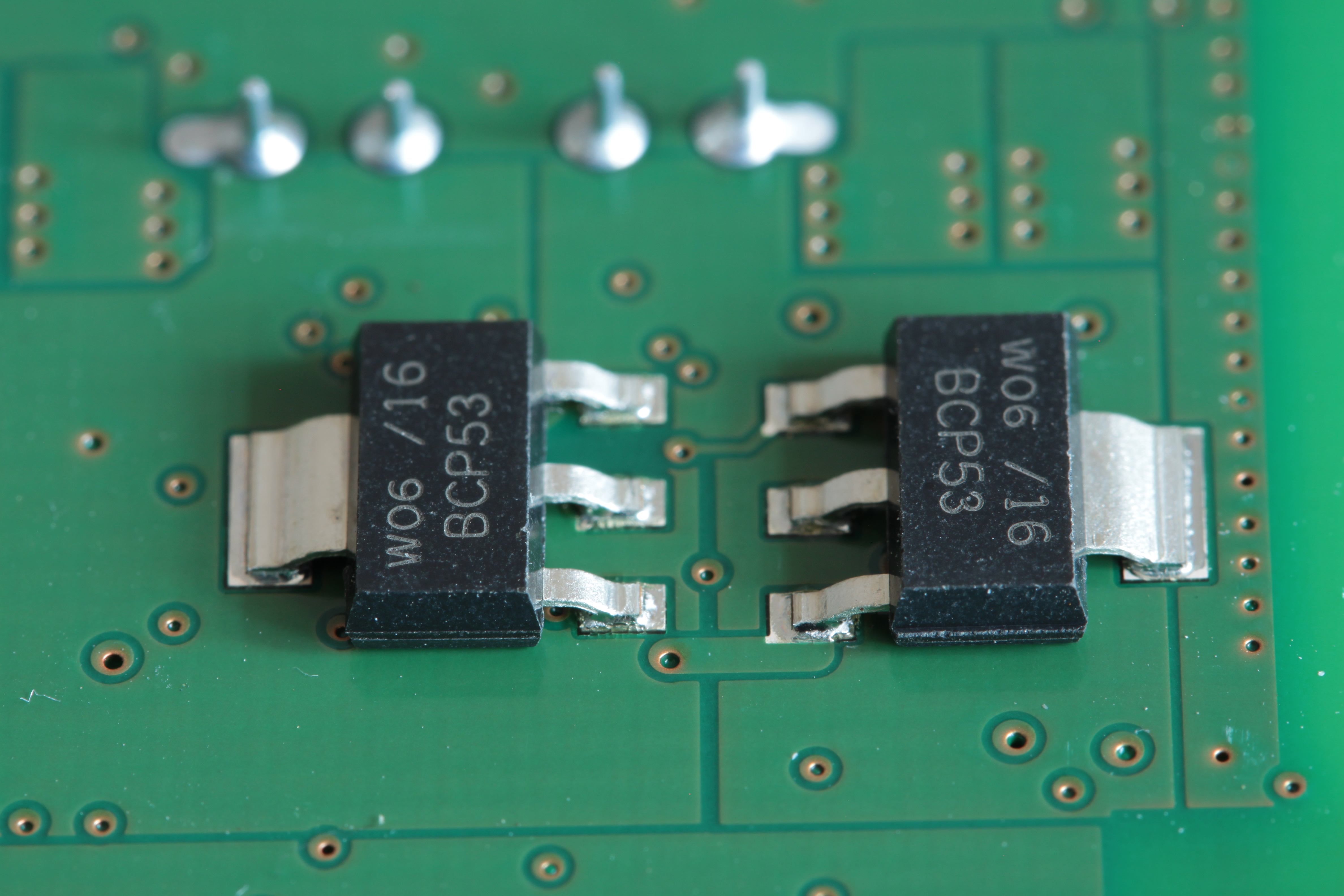
Zwei PNP-Epitaxialtransistor BCP53 von ON Semiconductor in einem SOT223-Gehäuse verbaut in einer Fritz!Box Fon WLAN 7270.

Als Epitaxialtransistor, auch epitaktischer Transistor oder Epitaxietransistor, wird allgemein ein Transistor mit einer oder mehr epitaktisch abgeschiedenen Schichten bezeichnet. In der Regel wird damit jedoch ein Einzel-Bipolartransistor in Mesa- oder Planartechnik (Epitaxial-Mesatransistor und -Planartransistor) bezeichnet, wie er erstmals 1960 vorgestellt wurde und sich aufgrund seiner elektrischen Eigenschaften Anfang der 1960er Jahre schnell zu einem der wichtigsten und meist eingesetzten Transistoren entwickelte.

## Geschichte und Hintergrund
Nach der ersten praktischen Realisierung eines Bipolartransistors 1949 wurden in den 1950er Jahren zahlreiche Weiterentwicklungen mit verbesserten Eigenschaften vorgestellt. Damals, vor der Erfindung der integrierten Schaltung, wurden ausschließlich Einzel- oder Darlingtontransistoren hergestellt. Meilensteine waren die Erfindung des Mesa- und des Planartransistors (Jean Hoerni, 1959), die um 1960 aufgrund ihrer guten elektrischen Eigenschaften schnell die üblichen Bauformen für Bipolartransistoren wurden. Beide waren üblicherweise vertikale Bipolartransistoren, bei denen an einer Oberfläche eines n- bzw. p-dotierten Substrates das Basis- und Emittergebiet eindiffundiert wurde (in der Regel aus der Gasphase). Der Kollektoranschluss wurde an der Substratrückseite angebracht. Die vergleichsweise weite (ca. 0,2 mm) Kollektorzone dient der mechanischen Stabilität des „Chips“, bringt aber Nachteile beim Schaltverhalten mit sich, z. B. längere Ausschaltzeiten aufgrund von Ladungsspeicherung in der großen Kollektorzone.
Bereits 1954 schlug James Early einen Transistor mit niedrig dotierter Kollektorzone vor. Das konnte aber zum damaligen Zeitpunkt nicht praktisch realisiert werden, da beispielsweise durch die übliche Diffusion nur eine höher dotierte Zone erzeugt werden konnte und die Nutzung eines niedrig dotierten Substrates einer Verbesserung der elektrischen Eigenschaften entgegengestanden hätte. Das änderte sich mit der Entwicklung der epitaktischen Abscheidung (bereits 1951 durch Gordon Teal und Howard Christensen). Nun war es möglich, eine niedrig dotierte Schicht auf einem anders dotierten Substrat abzuscheiden. Den ersten Epitaxialtransistor (aus Germanium) stellte 1960 eine Forschergruppe um Ian Ross (Bell Labs) auf der Solid-State Device Research Conference (SSDRC) im Juni 1960 vor. Zahlreiche Hersteller übernahmen die Idee für Transistoren aus Germanium und vor allem aus Silizium, da sie in ihr eine gute Alternative zu den Mikrolegierungs- (engl. micro alloy transistor, MAT) und Mikrolegierungsdiffusionstransistor (engl. micro alloy diffused transistor, MADT) der Philco Corporation sahen. Darunter waren Fairchild Semiconductor (2N914), Rheem Semiconductor (2N297), Sylvania Electric Products, Motorola und Texas Instruments.
Die Entwicklung war so bedeutsam, dass die aus heutiger Sicht viel wichtigere Entwicklung des Metall-Oxid-Halbleiter-Feldeffekttransistors (MOSFET) durch Martin Atalla und Dawon Kahng, der ebenfalls 1960 auf der SSDRC vorgestellt wurde, dort kaum Aufmerksamkeit erhielt.

## Aufbau und Eigenschaften
Im Gegensatz zu dem erwähnten Diffusionstransistor (in Mesa- oder Planartechnik) wird beim Epitaxialtransistor auf ein hochdotiertes (und somit widerstandsarmen) Substrat eine schwachdotierte Schicht des gleichen Dotierungstyps (n- bzw. p-dotiert) epitaktisch abgeschieden. Diese epitaktische Schicht dient als „aktive“ Kollektorzone und kann vergleichsweise dünn (ca. 10 µm) gehalten werden. Aus dem zweischichtigen Kollektoraufbau ergibt sich ein relativ kleiner Kollektor-Bahnwiderstand, was zu einem besseren Schaltverhalten und einer höheren Verstärkung führt. In diese epitaktische Schicht wird wiederum das Basis- und Emittergebiet eindiffundiert, vgl. Bilder unten.

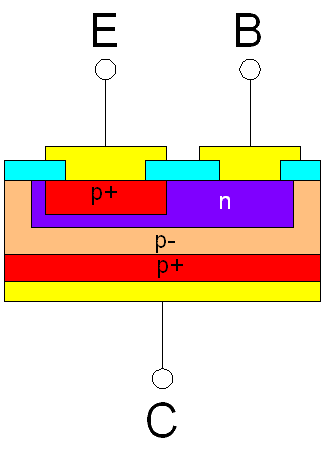
Schematischer Aufbau eines pnp-dotierten Bipolartransistors in Epitaxial-Planartechnik
Schematischer Aufbau eines npn-dotierten Bipolartransistors in Epitaxial-Planartechnik
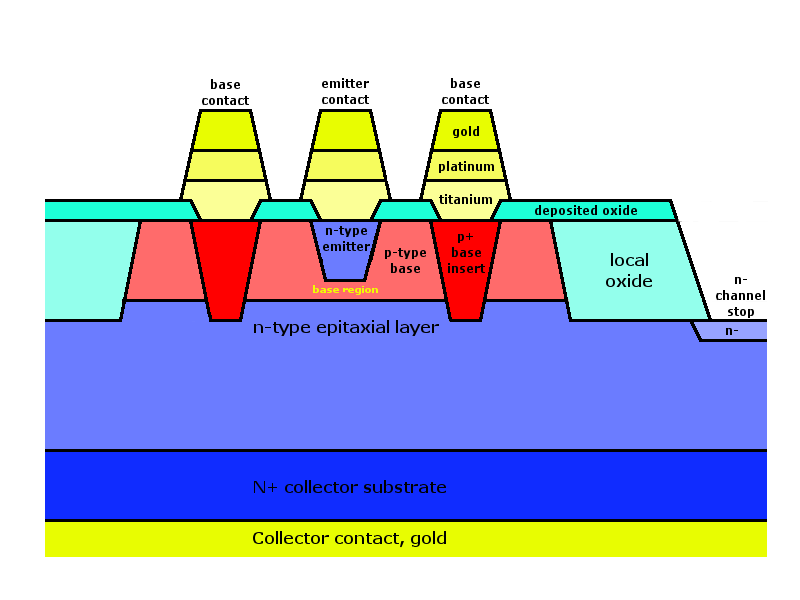
Praktischer Aufbau eines npn-dotierten Bipolartransistors in Epitaxial-Planartechnik

Eine weitere Form des Epitaxialtransistors ist der 1963 vorgestellte Transistor mit gewachsener Basis, ursprünglich engl. epitaxial base transistor. Dabei wird auf ein hochdotiertes Substrat eine schwachdotierte Schicht des entgegengesetzten Dotierungstyps (n- bzw. p-dotiert) epitaktisch abgeschieden, welche die Basiszone bildet. Anschließend erfolgt nur noch die Diffusion der Emitterzone in diese Schicht. Der Vorteil dieses Aufbaus ist die deutlich einheitlichere Dotierung der Basis (während der epitaktischen Abscheidung). Im Vergleich zu Transistoren mit diffundierter Basis kann so die Basis-Emitter-Durchbruchspannung erhöht werden. Darüber hinaus erlaubte dieses Design eine höhere Stromverstärkung.